# Беспредельный террор
«Беспредельный террор» (англ. Terror Firmer) — американский комедийный фильм ужасов 1999 года Ллойда Кауфмана. Снят на киностудии Troma Entertainment.
Фильм основан на автобиографической книге Кауфмана «Всё, что мне нужно знать о создании фильмов, я узнал от Токсичного мстителя» (англ. All I Need to Know about Filmmaking I Learned from The Toxic Avenger).

## Сюжет
На студии Troma проводятся съёмки очередного низкобюджетного фильма ужасов про Токсичного мстителя. Съёмками руководит слепой кинорежиссёр Ларри Бенджамин. Тот факт, что Ларри ничего не видит, совершенно ему не мешает. Ларри мастерски руководит кинопроцессом, постоянно придумывая что-то новое и на ходу переписывая сценарий. Он в кинобизнесе уже 30 лет и хочет, наконец, создать произведение искусства. В то же время режиссёр обеспокоен своей съёмочной командой, которая совершенно некомпетентна. В середине съёмок фильм покидает Кристина, исполнительница главной роли. У режиссёра нет времени на новые пробы и на её место он берёт девушку Дженнифер из съёмочной команды. Сама Дженнифер в этот момент находится внутри любовного треугольника и разрывается между двумя работниками площадки: звукорежиссёром Кейси и художником по кровавым эффектам Джерри, которые соревнуются между собой за её внимание. Хуже всего этого только то, что участники съёмочной группы халатно относятся к своей безопасности. На съёмочной площадке повышенная смертность. При этом не все погибают от производственных травм, некоторые имеют следы насильственной смерти. Оказывается, что на съёмочной площадке фильма ужасов орудует настоящий маньяк.

## В ролях
- Уилл Кинэн — Кейси
- Элис ЛеТорелл — Дженнифер
- Ллойд Кауфман — Ларри Бенджамин
- Трент Хаага — Джерри
- Дебби Рошон — Кристина
- Рон Джереми — отец Кейси
- Шарлотта Кауфман — Одри Бенджамин
- Шери Уенден — таинственная женщина
- Дарко Малеш — Николай
- Янив Шэрон — обнажённый толстяк
- Гари Хрбек — Тоддстер
- Грег «Джи-Спот» Сибел — Уорд
- Марио Диаз — Ди Джей
- Джо Флейшейкер — Джейкоб Гелман
- Мо Фишер — Энди
- Реверенд Джен Миллер — Тина
- Трейс Барроуз — Эдгар Аллан
- Шон Пирс — Мус
- Бэрри Бриско — Стивен
- Керри Кенни-Сильвер — женщина с глазным яблоком в декольте
- Тео Коган — Теодора
- Элай Рот — потрясённый зритель
- Лемми — играет себя
- Джо Франклин — играет себя
- Джо Линч — эпизод
- Эдуар Бер — один из французов
- Жозеф Малерба — один из французов
- Трей Паркер и Мэтт Стоун — гермафродиты

## Рецензии
В The New York Times написали, что в фильме есть моменты, когда он по настоящему страшен, есть моменты, когда он по-настоящему смешон, выделив также, что в фильме есть и умные шутки. 
Сайт DVD Talk назвал фильм «отвратительным», отметив, что этим своим новым творением Кауфман и Херц задали высокую планку (или низкую, в зависимости от того с какой точки зрения смотреть) и теперь соперничают с Джоном Уотерсом и его фильмом «Розовые фламинго» 1972 года.